# Kiryu
Kiryū (Japans: 桐生市, Kiryū-shi) is een stad in de prefectuur Gunma op het eiland Honshu, Japan. De stad heeft een oppervlakte van 274,57 km² en medio 2008 circa 124.000 inwoners.

## Geschiedenis
Op 1 maart 1921 werd Kiryū een stad (shi) na samenvoeging met 6 dorpen.
De stad is daarna gestaag gegroeid door samenvoegingen:
- 1933: 1 gemeente en 5 dorpen
- 1937: 2 gemeentes en 7 dorpen
- 1954: 3 gemeentes en 6 dorpen
- 1955: 3 gemeentes en 6 dorpen
- 1956: 4 gemeentes en 5 dorpen
- 1957: 4 gemeentes en 4 dorpen
- 1959: 4 gemeentes en 3 dorpen
- 1962: 2 gemeentes en 3 dorpen
- 1963: 3 gemeentes en 2 dorpen
- 1990: 4 gemeentes en 1 dorp

In de loop van de tijd heeft Kiryū delen (eerder samengevoegde dorpen of gemeentes) afgestaan aan vooral Ashikaga en Ōta.
Op 13 juni 2005 zijn de dorpen Niisato en Kurohone aan Kiryū toegevoegd.
Kiryū wordt zowel beschouwd als een stad als een deel van Groot-Tokio, ook al is het nog in sterke mate landelijk gebied.

## Economie
Meer dan duizend jaar is de textielindustrie de belangrijkste industrie in Kiryū. De oudste vermelding van de productie van zijde is uit het jaar 713.
Na de Tweede Wereldoorlog is, in het kader van de industriële, in Kiryū begonnen met de productie van pachinkomachines. De twee belangrijkste fabrikanten zijn Heiwa Corporation, gestart in 1949, en Sophia Corporation, gestart in 1951. De fabrieken in Kiryū leveren circa 60% van alle pachinkomachines in Japan.

## Verkeer
Kiryū ligt aan de Ryōmō-lijn en aan de Jōetsu-lijn van de East Japan Railway Company, de Jōmō-lijn van de Jōmō Elektrische Spoorwegmaatschappij, de Watarase Keikoku-lijn van de Watarase Keikoku Spoorwegmaatschappij, en de Kiryū-lijn van de Tōbu Spoorwegmaatschappij.
Kiryū ligt aan de autowegen 50, 122 en 353.

## Bezienswaardigheden
Kiryū is in de Tweede Wereldoorlog nauwelijks gebombardeerd en heeft daardoor een van de grootste concentraties van vooroorlogse architectuur in Japan.

## Geboren
- Seiji Noma (1878-1938), uitgever, oprichter van de uitgeverij Kōdansha
- Nobuyoshi Ino (1950), jazz-contrabassist
- Naoki Matsuda (1977-2011), voetballer
- Ryoko Shinohara (1973), zangeres en actrice

## Overleden
- Nobuhiko Hasegawa (1947-2005), tafeltennisser

## Aangrenzende steden
- Maebashi
- Isesaki
- Numata
- Ōta
- Midori
- Ashikaga
- Sano

## Stedenbanden
Kiryū heeft een stedenband met
- Biella, Italië, sinds 12 oktober 1963
- Columbus, Verenigde Staten, sinds 16 juni 1977